# Företagarna
Företagarna är en svensk medlemsorganisation, som företräder cirka 60 000 företagare. Medlemmarna är företagare som äger sina egna företag samt i mindre utsträckning privatpersoner som stöttar Företagarnas arbete. Företagarna är en medlemsägd, medlemsstyrd och partipolitiskt obunden intresseorganisation som arbetar för att skapa bättre förutsättningar för att starta, driva, utveckla och äga företag i Sverige.
Företagarnas ordförande är sedan maj 2024 Halldora von Koenigsegg. Magnus Demervall är VD sedan den 1 februari 2025. VD-posten innehades tidigare av Benjamin Dousa, som utsågs till bistånds- och utrikeshandelsminister den 10 september 2024. 
Företagarna har huvudkontor i Stockholm samt 14 regionkontor. Företagarna har 240 lokala föreningar i Sverige, vilka representeras av cirka 2 000 förtroendevalda styrelseledamöter. Organisationen delar ut det nationella priset Årets Företagare i Sverige.

## Historik
Företagarna grundades år 1905 och har sitt ursprung i Sveriges Hantverkarorganisation. Medlemmarna bestod då huvudsakligen av hantverkare, men även av en del småföretagare och industriidkare. Vissa av Företagarnas lokalföreningar har funnits i över 250 år, exempelvis Företagarna Hudiksvall.
Nuvarande Företagarna bildades år 1990 genom en fusion mellan Företagarförbundet och Småföretagens riksorganisation. Organisationen tog då namnet Företagarnas Riksorganisation. År 2004 förkortades namnet till Företagarna.

## Organisation

### Organisationsstruktur
Organisationen Företagarna består av den ideella nationella föreningen Företagarna, de anslutna ideella lokala föreningarna samt det nationella servicebolaget och de regionala servicebolagen. Företagarna består av ett rikskontor, 18 regionkontor och 240 lokala föreningar. I den nationella föreningen Företagarna är kongress, årsmöte och riksstyrelse beslutande organ. Riksstyrelsen väljs av kongressen som hålls vartannat år. De år det inte är kongress, avhålls ett årsmöte. I de lokala föreningarna är beslutande organ årsmöte och styrelse. Inom servicebolagen är bolagsstämma och styrelse beslutande organ.

### Huvudkontor
Företagarna har sitt rikskontor på Rådmansgatan 40 i Stockholm. Där jobbar cirka 80 anställda med bland annat medlemssupport, juridisk rådgivning samt analys och opinionsarbete.

### Regionkontor
Företagarna har 14 regionkontor som leds av en regionchef. Företagarna har regionkontor i: Dalarna, Gävleborg, Halland, Jönköpings län, Kalmar län, Mälardalen, Norrbotten, Stockholms län, Syd, Värmland, Västerbotten, Västernorrland, Västra Götaland, Örebro län och Östergötland.

## Ändamål
Företagarna är en ideell organisation för företagare, som arbetar för att förbättra företagandets villkor grundad på fri konkurrens, äganderätt, näringsfrihet samt etiskt förhållningssätt och socialt ansvar. Företagarna är partipolitiskt obundna och bedrivs demokratiskt utifrån medlemmarnas intressen. Företagarnas verksamhet sker på lokal, regional och nationell nivå.

## Viktiga frågor
Företagarnas ambition är att driva utvecklingen för ett bättre företagsklimat, så att företagare får bättre förutsättningar för att kunna nå framgång. Varje år publicerar Företagarna Småföretagsbarometern - Sveriges största och äldsta konjunkturundersökning som redovisar hur Sveriges småföretag på riks- och länsnivå uppfattar konjunkturen, tillväxtförändringar och deras förväntningar om den närmsta framtiden.

## Branschförbund
Företagarna företräder ca 25 förbund med drygt 22 000 medlemmar. Samarbetet mellan de anslutna förbunden och Företagarna sker främst genom opinionsbildning i gemensamma politiska frågor. Dessutom får förbunden tillgång till Företagarnas nätverk av politiker, egna experter och sakkunniga samt de rapporter och undersökningar som genomförs. Anslutna branschförbund är Brandsäkerhetsföretagen, Butikerna, Convenience Stores Sweden, Cykel Motor och Sportfackhandlarna, Frisörföretagarna, Företagande Veterinärers Förening, Golvbranschens Riksorganisation, International Coach Federation Sverige , Legitimerade Kiropraktorers Riksorganisation, Lek- och babybranschen, Privattandläkarna, Svenska Antikvariatföreningen, Svenska Uppfinnareföreningen, Svenska Vård, Sveriges Bagare och Konditorer, Sveriges Bowlinghallars Förbund, Sveriges Företagsmäklares Riksförbund, Sveriges Kommunikationselektronik Företagareförening, Sveriges Lås och Säkerhetsleverantörer , Svenska SEBO, Sveriges Skorstensfejarmästares Riksförbund, Sveriges Tapetseraremästares Centralförening, Sveriges Åkeriföretag, Swedish Incubators and Science Parks, Swedish Software, Trädgårdsanläggarna i Sverige och Zoobranschens Riksförbund.

## Styrelseordförande
| År        | Namn                    |
| --------- | ----------------------- |
| 1990-1992 | Stig Rindborg           |
| 1992-2000 | Arne Johansson          |
| 2000-2004 | Thomas Sigfridsson      |
| 2004-2006 | Salvatore Grimaldi      |
| 2006-2010 | Jan Carlzon             |
| 2010-2013 | Jens Spendrup           |
| 2013-2018 | Monica Lindstedt        |
| 2018-2024 | Fabian Bengtsson        |
| 2024-     | Halldora von Koenigsegg |

## Verkställande direktör
| År        | Namn                        |
| --------- | --------------------------- |
| 1987-1991 | Jan Krylborn                |
| 1992-1997 | Carl-Johan Westholm         |
| 1998-2001 | Åke Fagelberg               |
| 2002-2006 | Gunvor Engström             |
| 2007-2010 | Anna-Stina Nordmark Nilsson |
| 2011-2014 | Elisabeth Thand Ringqvist   |
| 2015-2023 | Günther Mårder              |
| 2023-2024 | Benjamin Dousa              |
| 2025-     | Magnus Demervall            |